# Hippospongia micropora
Hippospongia micropora är en svampdjursart som först beskrevs av Lendenfeld 1889.  Hippospongia micropora ingår i släktet Hippospongia och familjen Spongiidae. Inga underarter finns listade i Catalogue of Life.